# 光蹄盖蕨
光蹄盖蕨或倉田氏蹄蓋蕨（学名：Athyrium otophorum）为蹄蓋蕨科蹄蓋蕨屬下的一个种。

## 扩展阅读
- 維基物種上的相關：倉田氏蹄蓋蕨